# Bufo gargarizans
Bufo gargarizans Cantor, 1842 è una specie di anfibio anuro della famiglia Bufonidae che vive nell'Asia orientale (Cina, Siberia Orientale, Corea e isole Ryukyu).